# Olympische Sommerspiele 2008/Teilnehmer (Tschechien)
| Gelbes Symbol für Goldmedaillen mit stilisierten Olympischen Ringen | Graues Symbol für Silbermedaillen mit stilisierten Olympischen Ringen | Braundes Symbol für Bronzemedaillen mit stilisierten Olympischen Ringen |
| ------------------------------------------------------------------- | --------------------------------------------------------------------- | ----------------------------------------------------------------------- |
| 3                                                                   | 3                                                                     | 1                                                                       |

Tschechien nahm 2008 zum vierten Mal an Olympischen Sommerspielen teil. Für die Olympischen Sommerspiele in Peking wurden etwa 130 Athleten benannt. Fahnenträger bei der Eröffnungsfeier war die Kanutin Štěpánka Hilgertová.

## Teilnehmer nach Sportarten

### Badminton
Frauen
- Kristína Ludíková

Männer
- Petr Koukal

### Basketball
Tschechische Basketballnationalmannschaft der Frauen:
- Kateřina Elhotová
- Michala Hartigová
- Romana Hejdová
- Petra Kulichová
- Hana Horáková-Machová
- Markéta Mokrošová
- Miloslava Svobodová
- Edita Šujanová
- Michaela Uhrová
- Ivana Večeřová
- Jana Veselá
- Eva Vítečková

### Bogenschießen
Frauen
- Barbora Horáčková

Männer
- Martin Bulíř

### Gewichtheben
Männer
- Libor Wälzer, Klasse bis 105 kg

### Judo
Männer
- Pavel Petřikov, Klasse bis 60 kg
- Jaromír Ježek, Klasse bis 73 kg

### Kanu
Frauen
- Jana Blahová (Zweier-Kajak)
- Michala Mrůzková (Einer-Kajak, Zweier-Kajak)
- Štěpánka Hilgertová (Kanuslalom Einer-Kajak)

Männer
- Stanislav Ježek (Kanuslalom Einer-Canadier)
- Ondřej Štěpánek (Kanuslalom Zweier-Canadier) (Silber )
- Jaroslav Volf (Kanuslalom Zweier-Canadier) (Silber )
- Vavřinec Hradilek (Kanuslalom Einer-Kanu)

### Leichtathletik
Frauen:
- Lucie Škrobáková (100-Meter-Hürdenlauf) (A)
- Zuzana Hejnová (400-Meter-Hürdenlauf) (A)
- Zuzana Schindlerová (20 km Gehen) (A)
- Romana Dubnová (Hochsprung) (A)
- Iva Straková (Hochsprung) (A)
- Kateřina Baďurová (Stabhochsprung) (B)
- Martina Šestáková (Dreisprung) (B)
- Věra Cechlová (Diskuswurf) (A)
- Lenka Ledvinová (Hammerwurf) (B)
- Barbora Špotáková (Speerwurf) (A) (Gold )
- Jarmila Klimešová (Speerwurf) (A)
- Denisa Ščerbová (Siebenkampf) (A)

Männer
- Lukáš Milo (100-Meter-Lauf) (B)
- Jiří Vojtík (200-Meter-Lauf) (B)
- Rudolf Götz (400-Meter-Lauf) (B)
- Jakub Holuša (800-Meter-Lauf) (B)
- Stanislav Sajdok (110-Meter-Hürdenlauf) (A)
- Petr Svoboda (110-Meter-Hürdenlauf) (A)
- Roman Bílek (50 km Gehen) (A)
- Jaroslav Bába (Hochsprung) (A)
- Tomáš Janků (Hochsprung) (A)
- Jiří Kudlička (Stabhochsprung) (A)
- Štěpán Janáček (Stabhochsprung) (A)
- Roman Novotný (Weitsprung) (A)
- Petr Stehlík (Kugelstoßen) (B)
- Jan Marcell (Diskuswurf) (B)
- Lukáš Melich (Hammerwurf) (B)
- Vítězslav Veselý (Speerwurf) (B)
- Roman Šebrle (Zehnkampf) (A)

### Moderner Fünfkampf
Frauen
- Lucie Grolichová

Männer
- Michal Michalík
- David Svoboda

### Kunstturnen
Frauen:
- Kristýna Pálešová (Mehrkampf)
- Lenka Popkin (Trampolin, Einzel)

Männer:
- Martin Konečný (Seitpferd, Reck)

### Radsport
Frauen
- Jana Horáková (BMX)
- Tereza Huříková (Mountainbike)
- Lada Kozlíková (Einzelverfolgung, Punkterennen)

Männer
- Tomáš Bábek (Bahn, Teamsprint der Herren)
- Petr Benčík (Straßenrennen)
- Milan Kadlec (Punktefahren, Madison mit Alois Kaňkovský)
- Roman Kreuziger (Straßenrennen)
- Jaroslav Kulhavý (Mountainbike)
- Michal Prokop (BMX)
- Adam Ptáčník (Bahn, Teamsprint und Einzelsprint der Herren)
- Denis Špička (Bahn, Teamsprint und Keirin der Herren)
- Alois Kaňkovský (Madison)

### Reiten
Männer
- Jaroslav Hatla (Vielseitigkeit)

### Ringen
- Marek Švec, griechisch-römisch, Klasse bis 96 kg   (Bronze )

### Rudern
Frauen
- Einer
- Mirka Knapková

- Doppelzweier
- Jitka Antošová
- Gabriela Vařeková

Männer
- Einer
- Ondřej Synek (Silber )

- Zweier ohne Steuermann
- Václav Chalupa
- Jakub Makovička

- Vierer ohne Steuermann
- Milan Bruncvík
- Jan Gruber
- Michal Horváth
- Karel Neffe

- Doppelvierer
- Milan Doleček
- Jakub Hanák
- David Jirka
- Petr Vitásek

### Schießen
Männer:
- 10 m Luftgewehr
  - Václav Haman
- 50 m Gewehr drei Positionen
  - Václav Haman
- 50 m Gewehr liegend
  - Tomáš Jeřábek
  - Miroslav Varga
- 50 m Pistole
  - Martin Tenk
- 25 m Schnellfeuerpistole 
  - Martin Podhráský
  - Martin Strnad
- Skeet
  - Jan Sychra
- Trap
  - David Kostelecký  (Gold )

Frauen:
- 10 m Luftgewehr
  - Kateřina Emmons (Gold )
  - Pavla Kalná
- 50 m Gewehr drei Positionen
  - Kateřina Emmons (Silber )
  - Adéla Sýkorová
- 10 m Luftpistole
  - Lenka Marušková
  - Michaela Musilová
- 25 m Pistole
  - Lenka Marušková
  - Michaela Musilová

### Schwimmen
Männer:
- Martin Verner (100 m Freistil)
- Květoslav Svoboda (200 m Freistil, 400 m Freistil, 200 m Rücken)
- Tomáš Fučík (100 m Rücken, 200 m Lagen)
- Jiří Jedlička (100 m Brust, 200 m Brust)
- Michal Rubáček (100 m Schmetterling)
- Rostislav Vítek (10 km Freiwasser)

Frauen:
- Sandra Kazíková (50 m Freistil)
- Jana Klusáčková (100 m Freistil)
- Petra Klosová (100 m Rücken)
- Jana Pechanová (10 km Freiwasser)

### Segeln
- Martin Trčka (Männer, Laser)
- Lenka Mrzílková (Damen, 470)
- Lenka Šmídová (Damen, 470)
- Michal Maier (Männer, Finn)

### Synchronschwimmen
- Duett
  - Soňa Bernardová
  - Alžběta Dufková

### Tischtennis
- Petr Korbel (Männer, Einzel)
- Dana Hadačová (Frauen, Einzel)

### Tennis
Männer:
- Einzel
  - Tomáš Berdych
  - Ivo Minář
  - Radek Štěpánek
  - Jiří Vaněk
- Doppel
  - Tomáš Berdych und Radek Štěpánek
  - Martin Damm  und Pavel Vízner

Frauen:
- Einzel
  - Iveta Benešová
  - Lucie Šafářová
  - Nicole Vaidišová
  - Klára Zakopalová
- Doppel
  - Iveta Benešová und Nicole Vaidišová
  - Petra Kvitová und Lucie Šafářová

### Triathlon
- Filip Ospalý (Männer, Einzel)
- Vendula Frintová (Frauen, Einzel)
- Lenka Zemanová (Frauen, Einzel)